# 格林斯伯勒 (印地安納州)
格林斯伯勒（英語：Greensboro）是一個位於美國印地安納州亨利縣的城鎮。

## 人口
根據2010年美國人口普查的數據，格林斯伯勒的面積為0.29平方千米，當中陸地面積為0.29平方千米，而水域面積為0.00平方千米。當地共有人口143人，而人口密度為每平方千米493人。